# 邁步前行
邁步前行（日语：ショウリュウイクゾ），是日本純種競賽馬匹。生涯主要於中距離賽事活躍，曾於2021年勝出日經新春盃。

## 出賽前
2016年2月11日出生於北海道安平町北部牧場，所有權歸於母系馬主上田亙旗下。
其後交由栗東訓練中心練馬師佐佐木晶三訓練。

## 競賽生涯

### 2歲
2018年6月17日出戰阪神競馬場2歲新馬戰，保持於中團後方位置下於直路突然衝出，最終跑出全場最快末腳下取得首勝。
其後出戰三級賽京都兩歲錦標，本次比賽再度維持於隊伍後方位置，於直路嘗試加速衝出，但未能有效突破之下最終僅跑獲第五。

### 3歲
2019年其以表列賽若駒錦標作為首戰，但於後上不及之下跑獲第四。
2月再度挑戰表列賽堇錦標，未能超越Satono Lux及唯有讚譽下以第三完賽。
於兩次表列賽失利後陣營選擇安排其出戰條件戰，改用先行戰術下於直路稍為失速，最終以第七落敗。
隨着日本中央競馬會於2019年夏季改革賽事制度，將過往的條件戰變更為捷馬戰，其由於只於新馬戰取得勝利下，被歸類爲一捷馬級別。
而放草過後於夏季出戰兩場一捷馬級別的賽事未能掄元，再度放草調整下於10月一場賽事取得第二，最終終於在11月的賽事中取得第二勝。
12月出戰兩捷馬戰鏡港特別，最終因為未能順利加速下以第八完賽。

### 4歲
2020年繼續主要以捷馬戰為目標，雖然於年初的許波多特別戰勝山嶺寶穴，但於其後的賽事中未能再取得任何一勝，本年度的戰績被定格為三捷馬級

### 5歲
2021年1月越級挑戰日經新春盃，為其首次出戰分級賽，因而僅獲得第七人氣的評價。而由於此前的主戰騎師川田將雅選擇策騎好快手，因而本次比賽其將首次配搭團野大成上陣。比賽開始後，順利出閘的邁步前行迅速搶佔位置，一直以穩定的速度保持於第三下最最後彎道開始出頭。進入直路後，其憑借53公斤的讓磅優勢率先加速衝出帶離先頭集團，及後以凌厲的衝刺阻止由最後方來襲的妙小姐之追擊，以3/4馬位優勢取得首個分級賽冠軍，亦為21歲的騎師團野帶來首個分級賽優勝。
其後繼續於中長途戰線中征戰並出戰阪神大賞典，本次比賽繼續採用先行戰術，然而於賽事途中腳部出現問題，最終無法發揮實力下以第十大敗。
賽後陣營安排其進入休養，原定於秋季復出，但狀態仍然低迷且傷勢回復進度不佳下最終於11月4日退役，同日取消日本中央競馬會的賽駒註冊。

### 詳細賽績
| 日期       | 舉辦國家 | 馬場 | 距離   | 級別 | 賽事名稱        | 負重 | 騎師     | 馬號 | 出馬 | 名次 | 時間   | 頭馬（二馬）       |
| ---------- | -------- | ---- | ------ | ---- | --------------- | ---- | -------- | ---- | ---- | ---- | ------ | ------------------ |
| 17/6/2018  | 日本     | 阪神 | 草1600 |      | 2歲新馬         | 54   | 濱中俊   | 9    | 10   | 1    | 1:35.8 | （Boulevard）      |
| 24/11/2018 | 日本     | 京都 | 草2000 | GIII | 京都兩歲錦標    | 55   | 濱中俊   | 9    | 9    | 5    | 2:02.5 | Courageux Guerrier |
| 19/1/2019  | 日本     | 京都 | 草2000 | L    | 若駒錦標        | 56   | 濱中俊   | 1    | 8    | 4    | 2:01.3 | 好快手             |
| 24/2/2019  | 日本     | 阪神 | 草2200 | L    | 堇錦標          | 56   | 濱中俊   | 1    | 6    | 3    | 2:13.9 | Satono Lux         |
| 30/3/2019  | 日本     | 阪神 | 草2400 |      | 杜鵑花賞        | 56   | 濱中俊   | 7    | 9    | 7    | 2:28.1 | Healing Mind       |
| 27/7/2019  | 日本     | 小倉 | 草2000 |      | 國東特別        | 54   | 濱中俊   | 8    | 11   | 3    | 1:59.4 | 銀音速             |
| 4/8/2019   | 日本     | 小倉 | 草1800 |      | 筑後川特別      | 54   | 濱中俊   | 4    | 10   | 5    | 1:48.3 | Reticule           |
| 13/10/2019 | 日本     | 京都 | 草2200 |      | 3歲以上一捷馬戰 | 54   | 戶崎圭太 | 7    | 11   | 2    | 2:13.9 | 虎斑小貓           |
| 10/11/2019 | 日本     | 京都 | 草2400 |      | 3歲以上一捷馬戰 | 55   | 川田將雅 | 10   | 11   | 1    | 2:27.4 | （Ghost）          |
| 7/12/2019  | 日本     | 阪神 | 草2200 |      | 境港特別        | 54   | 川田將雅 | 5    | 11   | 8    | 2:13.7 | Meisho Takatora    |
| 6/1/2020   | 日本     | 京都 | 草2200 |      | 許波多特別      | 56   | 川田將雅 | 11   | 12   | 1    | 2:15.0 | （山嶺寶穴）       |
| 19/4/2020  | 日本     | 阪神 | 草2400 |      | 御堂筋錦標      | 57   | 川田將雅 | 1    | 8    | 3    | 2:26.9 | 杏濃酒             |
| 24/6/2020  | 日本     | 京都 | 草2400 |      | 烏丸錦標        | 57   | 坂井瑠星 | 11   | 16   | 2    | 2:25.0 | 妙小姐             |
| 13/9/2020  | 日本     | 中京 | 草2200 |      | 月光讓賽        | 56   | 川田將雅 | 11   | 17   | 2    | 2:15.9 | 頌讚角宿           |
| 3/10/2020  | 日本     | 中京 | 草2000 |      | 關原錦標        | 57   | 川田將雅 | 11   | 11   | 8    | 2:02.0 | 湘南山城           |
| 17/1/2021  | 日本     | 中京 | 草2200 | GII  | 日經新春盃      | 53   | 團野大成 | 14   | 16   | 1    | 2:11.8 | （妙小姐）         |
| 21/3/2021  | 日本     | 阪神 | 草3000 | GII  | 阪神大賞典      | 57   | 團野大成 | 8    | 13   | 10   | 3:10.0 | 緣厚情摯           |

## 退役後
退役後，邁步前行並未入種，而是於東京都世田谷區馬事公苑休養，在2022年成為乘騎馬。
2023年，其被轉移至函館競馬場，於當地以儀仗馬身份服務。

## 血統簡介
父系黃金巨匠爲日本賽駒，生涯戰績彪炳，爲日本賽馬史上第七匹三冠馬，曾贏得六項一級賽並做出連續兩年於凱旋門大賽跑獲亞軍的佳績。祖父黃金旅程亦爲日本賽駒，生涯戰績不俗，曾勝出香港瓶，退役後配種成績亦非常優秀。
母系昇龍明月為日本賽駒，生涯戰績不俗，曾勝出鬱金香賞、京都牝馬錦標及朝日挑戰盃三場分級賽。外祖父夏威夷王爲日本賽駒，生涯戰績極爲優秀，僅得一戰未能獲勝，曾勝出一級賽NHK一哩賽及東京優駿，爲日本史上首匹贏得變則二冠的賽駒。

### 血統表
| 父線：週日寧靜系（Halo系）                 |                                 |                |                 |
| 種馬 黃金巨匠 2008年（栗色）               | 黃金旅程 1994年（深棗色）       | 週日寧靜       | Halo            |
| 種馬 黃金巨匠 2008年（栗色）               | 黃金旅程 1994年（深棗色）       | 週日寧靜       | Wishing Well    |
| 種馬 黃金巨匠 2008年（栗色）               | 黃金旅程 1994年（深棗色）       | Golden Sash    | Dictus          |
| 種馬 黃金巨匠 2008年（栗色）               | 黃金旅程 1994年（深棗色）       | Golden Sash    | Dyna Sash       |
| 種馬 黃金巨匠 2008年（栗色）               | Oriental Art 1997年（栗色）     | 目白麥昆       | Mejiro Titan    |
| 種馬 黃金巨匠 2008年（栗色）               | Oriental Art 1997年（栗色）     | 目白麥昆       | Mejiro Aurora   |
| 種馬 黃金巨匠 2008年（栗色）               | Oriental Art 1997年（栗色）     | Electro Art    | 北方風味        |
| 種馬 黃金巨匠 2008年（栗色）               | Oriental Art 1997年（栗色）     | Electro Art    | Grandma Stevens |
| 繁殖雌馬 昇龍明月 2007年（棗色）           | 夏威夷王 2001年（棗色）         | 金滿寶         | 淘金者          |
| 繁殖雌馬 昇龍明月 2007年（棗色）           | 夏威夷王 2001年（棗色）         | 金滿寶         | Miesque         |
| 繁殖雌馬 昇龍明月 2007年（棗色）           | 夏威夷王 2001年（棗色）         | Manfath        | 最後大官        |
| 繁殖雌馬 昇龍明月 2007年（棗色）           | 夏威夷王 2001年（棗色）         | Manfath        | Pilot Bird      |
| 繁殖雌馬 昇龍明月 2007年（棗色）           | Moon the Dream 2002年（深棗色） | 夜舞           | 週日寧靜        |
| 繁殖雌馬 昇龍明月 2007年（棗色）           | Moon the Dream 2002年（深棗色） | 夜舞           | Dancing Key     |
| 繁殖雌馬 昇龍明月 2007年（棗色）           | Moon the Dream 2002年（深棗色） | Miyoshi Cherry | Mendez          |
| 繁殖雌馬 昇龍明月 2007年（棗色）           | Moon the Dream 2002年（深棗色） | Miyoshi Cherry | Mizuno Komachi  |
| 雌系：號族：12                             |                                 |                |                 |
| 五代內近親交配：週日寧靜 3×4、北方風味 4×5 |                                 |                |                 |

## 命名由來
名字中，Shoryu（ショウリュウ）為第一代馬主上田亙冠名，來源不明，有一说是日語中「昇龍」之音讀，Ikuzo（イクゾ）則於日語中有「走吧」的意思，香港則只取後半部分，翻譯為「邁步前行」。

## 外部連結
- 邁步前行 netkeiba.com （页面存档备份，存于）
- 血統表 （页面存档备份，存于）